# Federación de Repúblicas Balcánicas

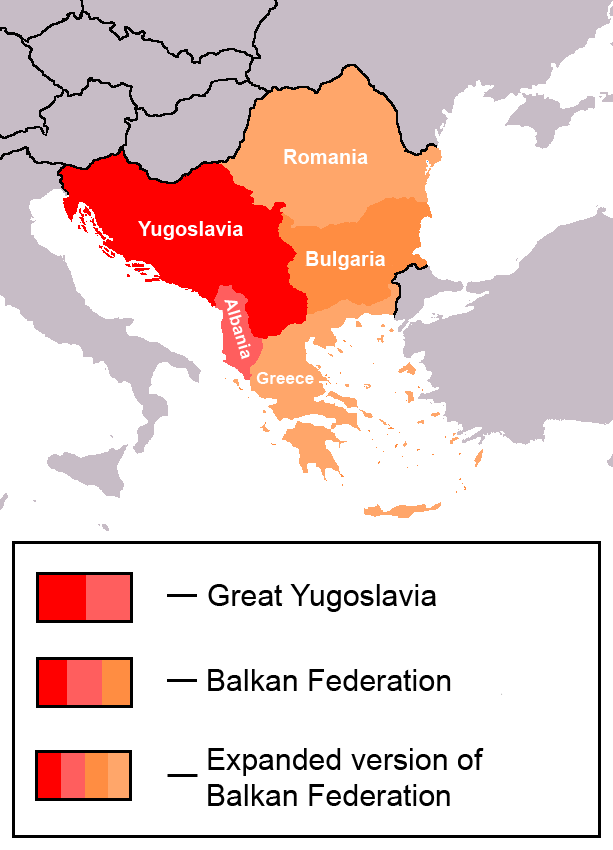
Proyecto de la Federación Balcánica propuesta por la Internacional Comunista.

La Federación de Repúblicas Balcánicas o Federación Balcánica fue una propuesta política por parte de los partidos políticos de izquierdas para crear una federación o confederación en la península de los Balcanes.
El concepto de federación balcánica surgió a finales del siglo XIX por parte de varias fuerzas políticas izquierdistas de la región con el objetivo de establecer una nueva unidad política consistente en unificar los países de la península dentro del marco de una república federal socialista, internacionalista y de igualdad social y económica. Esta propuesta se consideraba posible a pesar de las diferencias interétnicas en la región, orientadas a una emancipación nacional con la constitución de diferentes estados-nación.
El proceso político de esta propuesta, finalmente fallida tuvo tres momentos históricos.

El primero era una respuesta al colapso del Imperio otomano a comienzos del siglo XX.

El segundo momento tuvo lugar durante el periodo de entreguerras (1919-36), auspiciado por los partidos comunistas de la región.

Finalmente, en los años posteriores a la II Guerra Mundial el proyecto volvió a ser agitado por los comunistas y partisanos locales pero tuvo que enfrentarse a la oposición de Iósif Stalin.